# Гиндукуш
Гиндуку́ш (пушту هندوکش‎ и урду ہندوکش‎ — Хиндукуш; от перс. ‎— «индийские горы», либо «убийца индусов») — горная система в Центральной Азии.

## Этимология
Название в форме Hindu-Kush упоминает арабский путешественник XIV века Ибн Баттута. Существует объяснение названия как «убивающий индусов», но его мотивация неясна; по мнению Е. М. Поспелова, более правдоподобна реконструкция исходной формы Хиндукух — иранское «индийские горы». Обе этимологии неизвестны местному населению.

## Геология
Гиндукуш относится к складчатым горам и возник вследствие давления Индийской плиты на центральноазиатскую континентальную массу. В геологическом отношении он сравнительно молод и всё ещё поднимается. С запада на восток Гиндукуш простирается на 1200 км, а его ширина с севера на юг составляет около 240 км.

## Географическое положение и рельеф

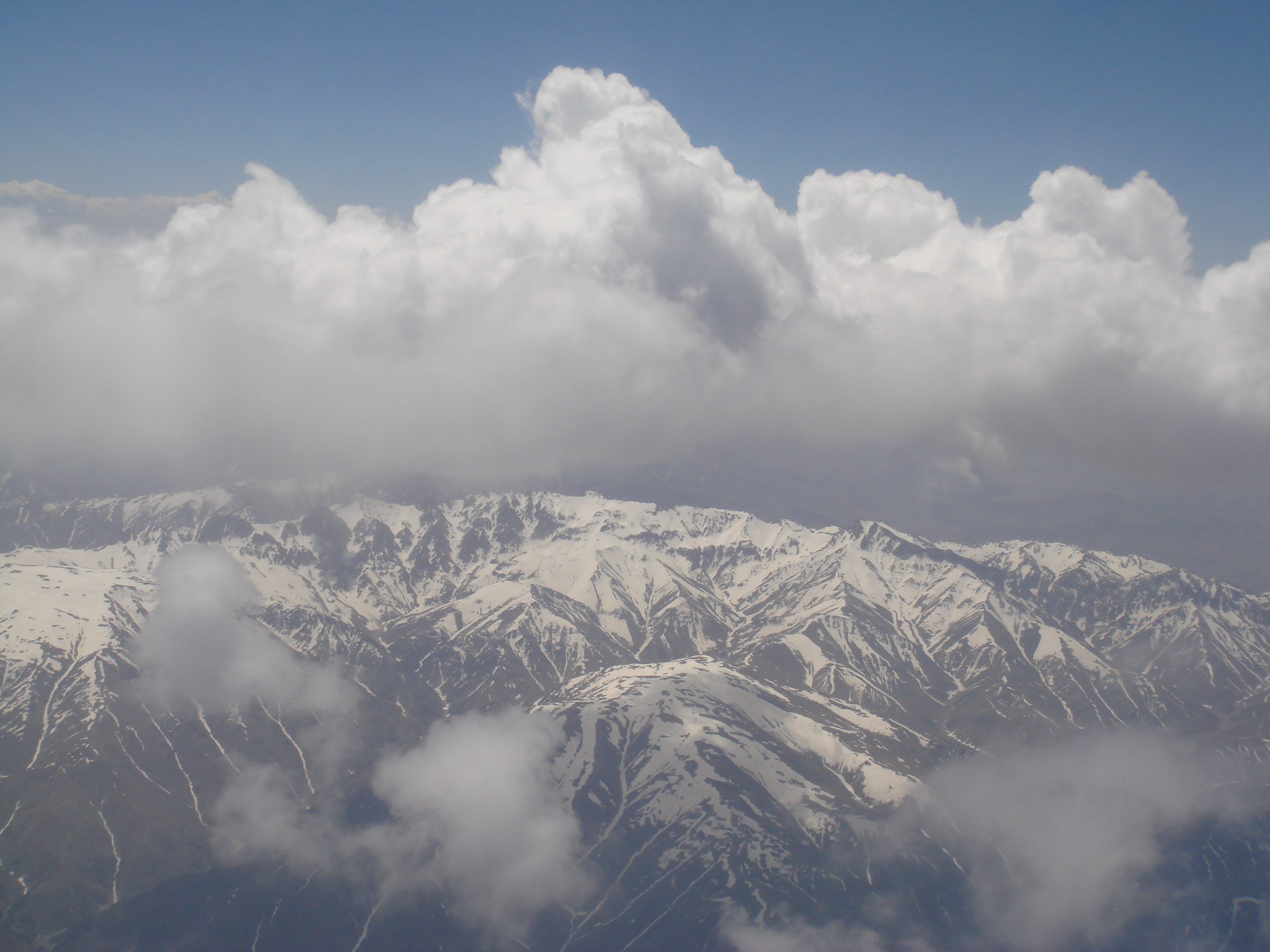
Горы в Афганистане

Бо́льшая часть Гиндукуша расположена на территории современного Афганистана, восточная часть с наиболее высокими пиками принадлежит Пакистану. На северо-востоке Гиндукуш ограничен рекой Амударья и её предшественником Пянджем, за которым начинается Памир. На востоке границу Гиндукуша образует река Читрал.
Основные хребты — Баба, Пагман и собственно Гиндукуш, разделяемый орографически на Западный, Центральный и Восточный Гиндукуш, границами которых служат долины рек Сурхаб и Кокча. Западный Гиндукуш относительно невысок (преобладающие высоты 3500—4000 м).
Хребты Центральный Гиндукуш (высотой до 6059 м) расположены к востоку и северо-востоку от Кабула; их южные отроги и хребет Хинду-Радж образуют сложную горную область Нуристан. Восточный Гиндукуш в своей западной части превышает 6 тыс. м и несёт мощные ледники; на востоке распространены высокогорно-пустынные плоскогорья, напоминающие ландшафты Восточного Памира, высотой около 4 тысяч м с невысоко приподнятыми над ними горами. Самый низкий перевал Барогиль (3777 м). Высота снеговой линии около 5 тысяч м.
Со стороны Горного Бадахшана, расположенного севернее реки Пяндж, Гиндукуш выглядит как начинающаяся прямо от берега очень высокая сплошная стена, почти непроходимая. Высота хребта над долиной местами достигает почти 5000 м.
Расположенная в Афганистане часть Гиндукуша состоит из засушливых гор высотой от 4000 до 5000 м. Основной хребет Гиндукуша в пограничном регионе между Афганистаном и Пакистаном по высоте сравним с Гималаями и в нём встречаются ледники до 20 км в длину.
Северные и южные отроги Гиндукуша соединяет туннель Саланг — уникальное сооружение и жизненно важная транспортная артерия Афганистана, построенная советскими специалистами в 50—60-х годах XX века. 

## Вершины Гиндукуша
Наиболее высокие горы Гиндукуша превышают 7000 метров:
- Тирич-Мир (7699 м)
- Ношак (7492 м)
- Истор-о-Нал (7403 м)
- Сарагхрар[укр.] (7338 м)

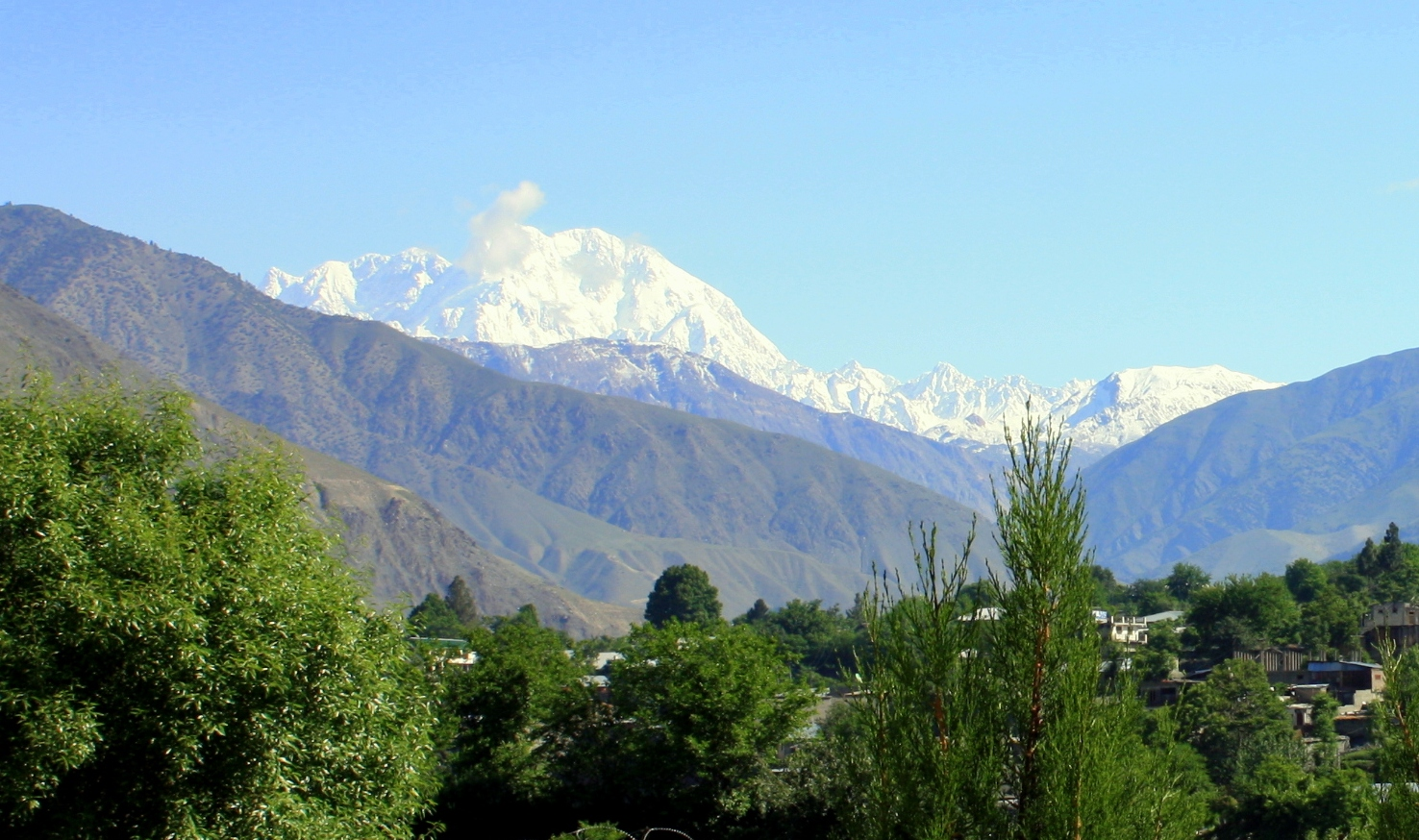
Тирич-Мир
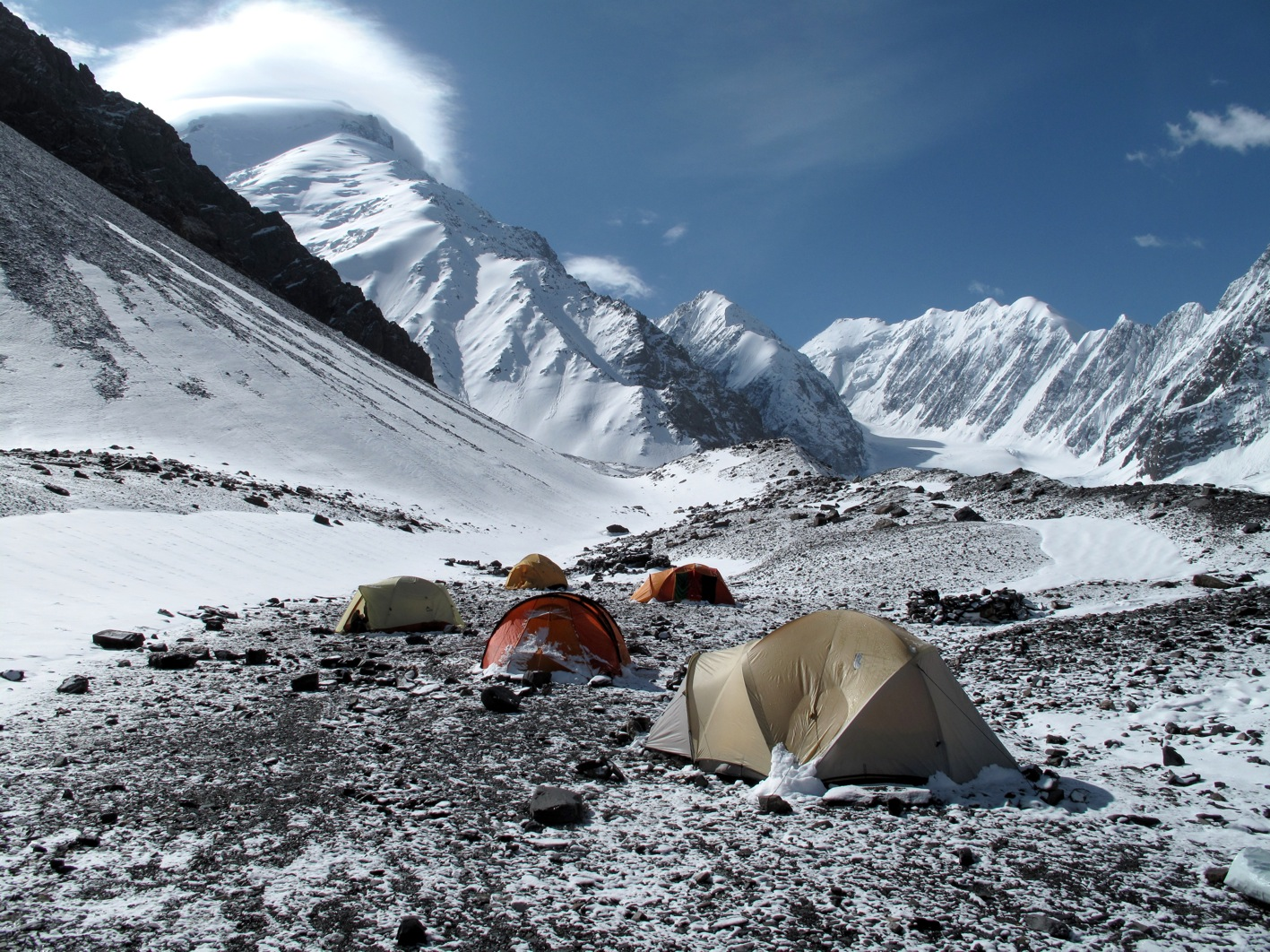
Ношак

## Население
В недоступных высокогорных районах Гиндукуша до сих пор живут малочисленные народы, избежавшие таким образом ассимиляции или уничтожения. На Гиндукуше распространены нуристанские, дардские и восточноиранские народы. В долине Читрала среди части дардоязычных калашей до сих пор сохранилась уникальная доисламская политеистическая гиндукушская религия.
Юго-восточные отроги Гиндукуша, очевидно, были пристанищем талибов, из которых они проводили акции против правительства Афганистана и поддерживающих его международных сил (НАТО) (до 2021).